# Szluha-kastély
A Szluha-kastély egy 1848-ban épült klasszicista stílusú kastély Alsószentivánon.

## Története
1946-tól a kastélyban a Szűz Mária Szeplőtelen Szíve plébánia működik, a falunak korábban nem volt temploma. Az épület környéke ma a Fátimai Szűzanya első számú hazai zarándokhelye, akinek szobra 1950-ben került Portugáliából a jelenés helyszínéről Alsószentivánra. A hátsó homlokzat előtt szabadtéri misézőhely található.
A kastélyt 2019-ben a fátimai jelenések századik évfordulója alkalmából felújították Gutowski Róbert tervei szerint, ekkor a szabadtéri oltárt áthelyezték az épület közvetlen szomszédságából a padsorok túlsó oldalán lévő fák közé. 2024-ben a zarándokhelyen keresztény zenei találkozót tartottak.
1945. szeptember 6-án Alsószentivánnak Kovács Géza lett a plébánosa, aki első szentmiséjét, december 23-án tartott szentmisét még az iskolában tartotta, mivel még nem volt templom. Olyan sokan jelentek meg, hogy nem fértek el egy osztályteremben. A beszédben azt javasolta, hogy a Magyarok Nagyasszonya helyett a Világ Királynőjéhez szenteljék a leendő templomot. A püspök szavait idézte javaslatával kapcsolatban, aki szerint „már csak az ötlet kell”, hogy megtörténjen a fatimai Szent Szűz zarándokhelyének kialakítása. A plébános szerette volna, ha elkészítik a Fatimai Szűz szobrának másolatát, és elhozzák Fatimából. Ezzel kapcsolatban írt levelét Varga János fordította le latinra, és a püspök továbbította. A beadványt a sok hasonló kérés miatt elutasították, de küldtek egy fényképet a másolat elkészítéséhez segítségül. A plébános a hívek tanácsára készíttetett egy másolatot Sugár Gyulával 1000 forintért. 1949-ben, a november eleji szoborszentelés idején Hadrévi József azt javasolta, hogy nagynénjének, Dobos Ilonának írjanak levelet, és ő elintézi, hogy megkapják a Fatimai-szobrot.
Dobos Ilona a leiriai püspöknek a következőt írta: „Én magyar nő létemre 30 éven át teljesítettem portugál gyarmaton missziós szolgálatot. Ezért a munkáért semmilyen fizetést, vagy emberi elismerést nem kívántam, s most sem kívánok. De ha a püspök úr értékelné ezt a 30 éves missziós munkát, akkor küldene a magyar népnek egy Fatimai Szűzanya-szobrot.” E levél hatására a leiriai püspök megbízta a „Vozdá Fatima” („Fatimai Üzenet”) című lap szerkesztőjét a szobor elkészíttetésével, amely 1950 augusztusára lett kész. Ekkor a leiriai püspök Dobos Ilonán keresztül felvette a kapcsolatot Kovács Gézával, és a Jelenések Kápolnájában felszentelte a szobrot, majd augusztus 30-án Lisszabonban feladták Bécsbe, Pevlicsek Péter ferences szerzetes címére. Ő elintézte a formaságokat, és elküldte a szobrot Alsószentivánra. Kovács Géza plébánost 1950. december 16-án értesítették a budapesti vámhivataltól a szobor megérkezéséről, amely végül december 22-én érkezett a sárbogárdi vasútállomásra, ahol Ország József várta. A szobrot december 30-án Shvoy Lajos püspök is felszentelte. Az 1951. év elején szinte naponta érkeztek zarándokok egyénileg és csoportosan is. Ezt sokan rossz szemmel nézték, s megalakult a településen az Istentelenek Szövetsége, amely vallásellenes gyűléseket és agitációt tartott.
Az 1951-es év végén támadás indult a Fatimai Szűzanya ellen. A következő évben a Szűzanya Karszki György nyugalmazott képzőművész, főiskolai tanár segítségével a végleges helyére került. A templom klazurákat, miseruhákat s egyéb dolgokat kapott. Nem sokkal ezután Kovács Géza plébánost áthelyezték Vérteskozmára, utódja Borbély Pál lett, akinek szolgálati ideje alatt tovább nőtt a Magyar Fatima népszerűsége. A Fatimai Szent Szűz tiszteletére két engedélyezett szent éneket is írtak, a „Fatima mellett, az Iria völgyében” kezdetűt Kovács Géza, a „Légy áldott, Szűz Anya” kezdetűt pedig Borbély Pál. Amikor Borbély Pál plébánost a püspök Előszállásra helyezte, Steinmüller János plébános került Alsószentivánra. A Mária-év 1958. augusztus 24-én már az ő idejében kezdődött.

## Leírása
A földszintes épület egy domboldalon áll. A főhomlokzata 4+1+1+1+4 tagolású, a timpanonos portikuszt négy dór oszlop tartja. A hátsó homlokzat 4+3+4 tengelyes, középen timpanonos középrizalittal, amelyet korinthoszi pilaszterek díszítenek. Az épület belsejében elhelyezték az elpusztult középkori Zedreg falu templomának vörösmárvány kő maradványait, valamint egy 18. századi feszületet.